# 大阿尼济
大阿尼济（法語：Anizy-le-Grand，法語發音：[anizi lə ɡʁɑ̃]）是法国埃纳省的一个市镇，属于拉昂区。该市镇于2019年由原市镇阿尼济堡、福库库尔和利济合并而成，行政中心位于阿尼济堡。

## 地理
大阿尼济（49°30'21.7"N, 3°27'1.2"E）面积20.57 平方千米，位于法国上法蘭西大區埃纳省，该省份为法国北部内陆省份，北起北部省，西接索姆省和瓦兹省，东临阿登省和马恩省，西南至塞纳-马恩省，东北部与比利时接壤。
与大阿尼济接壤的市镇（或旧市镇、城区）包括：维西尼库尔、塞西耶尔-叙济、蒙巴万、梅尔略和富克罗勒、皮农、沃克萨永、朗德里库尔、下坎西、布朗库尔-昂洛努瓦。
大阿尼济的时区为UTC+01:00、UTC+02:00（夏令时）。

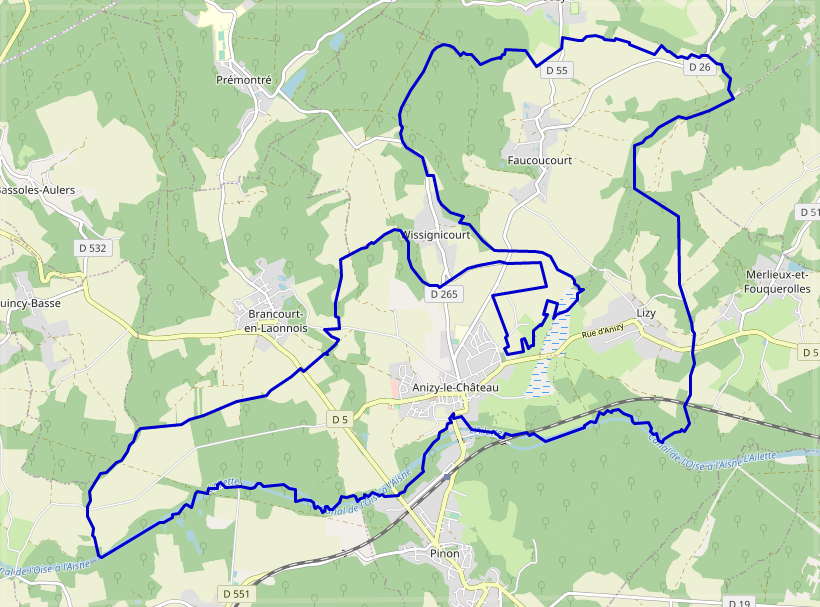
大阿尼济的OSM定位图

## 行政
大阿尼济的邮政编码为02320，INSEE市镇编码为02018。

## 政治
大阿尼济所属的省级选区为拉昂第一县。

## 人口
大阿尼济于2022年1月1日时的人口数量为2510人。